# فورمولا 1 (فلم)
فورمولا 1 (بالإنجليزية: F1، ويُسوَّق بعنوان F1: The Movie) هو فيلم درامي رياضي أمريكي صدر عام 2025، من بطولة براد بيت في دور سائق سباقات يعود إلى بطولة الفورمولا 1 بعد غياب دام ثلاثين عامًا، بهدف إنقاذ فريق "APXGP" الذي كان يضم زميله السابق، ويعاني من خطر الانهيار. يشارك في البطولة كل من دامسون إدريس، كيري كوندون، توبايس مينزيس، وخافيير بارديم. تولّى جوزيف كوزينسكي إخراج الفيلم، الذي كتب له السيناريو إيرين كروغر، استنادًا إلى قصة شارك في تأليفها مع كوسينسكي. أنتج العمل جيري بروكهيمر، الذي سبق له التعاون مع كوزينسكي وكروغر في فيلم توب غان: مافريك (2022).
تعاون الاتحاد الدولي للسيارات (FIA)، الجهة المنظمة لبطولة الفورمولا 1، في إنتاج الفيلم، حيث استُخدمت لقطات معدّلة من بطولتي العالم الحقيقيتين لعامي 2023 و2024 لتصوير مشاهد السباقات، وظهر عدد من فرق وسائقي الفورمولا 1 الحقيقيين في الفيلم، من ضمنهم لويس هاميلتون، الذي شارك أيضًا في الإنتاج.
عُرض الفيلم لأول مرة في قاعة "راديو سيتي للموسيقى" بمدينة نيويورك في 16 يونيو 2025، قبل أن يُطرح في دور العرض الأمريكية عبر شركة وارنر برذرز في 27 يونيو من العام نفسه. تلقّى الفيلم مراجعات إيجابية من النقاد، وحقق إيرادات عالمية بلغت 592 مليون دولار، مقابل ميزانية إنتاج تراوحت بين 200 و300 مليون دولار ليصبح ثامن أعلى فيلم تحقيقا للإيرادات لعام 2025.

## القصة
سوني هايز، سائق سباقات أمريكي مُسنّ وموهبة سابقة في الفورمولا 1، يرفض التقاعد ويعيش حياة ترحال كسائق مأجور يشارك في سباقات متنوعة. بعد فوزه بسباق "24 ساعة من دايتونا"، يتواصل معه زميله السابق روبن سيرفانتس، الذي أصبح مالك فريق "APXGP" في الفورمولا 1. يعرض سيرفانتس على هايز اختبار قيادة لملء المقعد الشاغر في الفريق، حيث يهدد المستثمرون ببيع الفريق ما لم يتمكن "APXGP"—المتذيل لترتيب بطولة الصانعين—من الفوز بأحد السباقات التسعة المتبقية ذلك الموسم. يوافق هايز على مضض، إذ كانت مسيرته في الفورمولا 1 قد انتهت سابقًا إثر إصابات خطيرة تعرض لها خلال حادث في جائزة إسبانيا الكبرى عام 1993.
خلال اختبارات سيلفرستون، يتعرف هايز على مدير الفريق كاسبر سمولينسكي، ومديرة القسم التقني كيت ماكينا، والسائق البريطاني الشاب الطموح جوشوا بيرس، الذين يكشفون له أن الفريق يعاني من ضعف تنافسي شديد لدرجة أن سبعة سائقين سبق أن رفضوا عرض الفريق قبل هايز. يُظهر بيرس غطرسة واضحة، لكنه يخشى أن تؤدي عملية البيع المحتملة إلى استبداله، مما يدفعه إلى السعي لهزيمة زميله لجذب أنظار الفرق الأخرى. خلال الاختبار، يعاني هايز في التأقلم مع تكنولوجيا الفورمولا 1 الحديثة، إلا أنه، على عكس بيرس، يحدد فورًا مكامن الخلل في سيارة الفريق. لكنه يضغط على السيارة أكثر من اللازم ويتعرض لحادث، ومع ذلك، يعترف سمولينسكي بموهبته ويمنحه عقدًا للقيادة.
يعود هايز في جائزة بريطانيا الكبرى، حيث تتسبب التوقفات البطيئة في الحظائر بتراجع سائقي "APXGP" إلى المراكز الأخيرة رغم بداية واعدة. وتنتهي سباقه عندما يتجاهل أوامر الفريق بالسماح لبيرس بتجاوزه، مما يؤدي إلى اصطدامهما. في جائزة المجر الكبرى، يُصلح هايز علاقته ببيرس عبر استغلال ثغرات في لوائح الفورمولا 1؛ إذ يتعمد الاصطدام بسائقين آخرين لاستدعاء سيارة الأمان، ما يسمح لبيرس باللحاق بالمجموعة الوسطى وتحقيق أول نقاط للفريق.
يتحول "APXGP" إلى فريق من الفئة المتوسطة بعد أن يُقنع هايز ماكينا بإعادة تصميم السيارة لتناسب "المعارك المباشرة". وخلال جائزة إيطاليا الكبرى الممطرة، يشجع هايز بيرس على الاستمرار بإطارات "سليك" رغم خطورة الانزلاق المائي، ما يسمح له بالوصول إلى المركز الثاني. غير أن بيرس يتجاهل نصيحة هايز بالانتظار حتى الوصول إلى خط مستقيم لتجاوز ماكس فيرشتابن، ويصطدم بحافة عند منعطف "كورفا بارابوليكا"، مما يؤدي إلى طيران سيارته فوق الحاجز واندلاع النيران فيها. ينقذه هايز من الحريق، لكن بيرس يغيب عن السباقات الثلاثة التالية بسبب إصاباته، فيما يحقق هايز نتائج جيدة بانتظام. عند عودته، يُصمم بيرس على التفوق على هايز.
في سباق عودته بجائزة بلجيكا الكبرى، يتسبب أسلوب بيرس العدواني في اصطدام مع هايز عند منعطف "ليه كومب"، ما يُجبر هايز على الانسحاب ويُغضبه. قبل جولتين من نهاية الموسم، تنظم ماكينا لعبة بوكر بين السائقين، يحصل الفائز فيها على معاملة تفضيلية في جائزة لاس فيغاس الكبرى. يفوز بيرس، لكن هايز يكشف لماكينا لاحقًا أنه تعمد الخسارة رغم امتلاكه يدًا رابحة. تنبهر ماكينا بشخصيته وتقضي الليلة معه. يقتحم سيرفانتس الغرفة ليبلغهم بأن شكوى مجهولة زعمت أن ماكينا طوّرت تحسينات فنية بشكل غير قانوني. تنكر ماكينا الاتهام، لكن الاتحاد الدولي للسيارات يطلب إزالة هذه التحسينات.
خلال السباق، يخرج هايز عن السيطرة ويصطدم بسيرجيو بيريز. أثناء تعافيه في المستشفى، يكتشف سيرفانتس أن إصابات هايز في عام 1993 تسببت له بعجز دائم، فيقوم بطرده حفاظًا على سلامته. يكشف أحد أعضاء مجلس الإدارة، بيتر بانينغ، لهايز أنه من دبّر الشكوى لتبرير طرد سيرفانتس وبيع الفريق. يعرض على هايز منصب مدير الفريق في حال إتمام البيع.
قبل السباق الختامي في جائزة أبو ظبي الكبرى، يلتزم بيرس باتباع سلوك أكثر مسؤولية، ويقر بأن الحادث السابق لم يكن خطأ هايز. يكتشف هايز ثغرة تعاقدية تمكنه من إقناع سيرفانتس بالسماح له بالعودة للسباق، ويرفض عرض بانينغ. يبرئ الاتحاد الدولي ماكينا، مما يسمح بإعادة تركيب التحسينات. خلال السباق، يتصدر بيرس السباق من خلال البقاء على إطارات مستهلكة، لكنه يتراجع لاحقًا أمام لويس هاميلتون وتشارلز لوكلير. يصطدم هايز بسيارة جورج راسل ويستدعي ذلك رفع العلم الأحمر، مما يسمح لسائقي "APXGP" بتغيير الإطارات. بعد تجاوزه لوكلير، يضحي هايز بفرصة الفوز من خلال دفع هاميلتون للدفاع عن مركزه ضد بيرس بدلاً من التصدي له. لكن هاميلتون وبيرس يصطدمان في اللفة الأخيرة، ويفوز هايز بالسباق، ما يحبط عملية بيع الفريق.
يحتفل هايز وسيرفانتس على منصة التتويج مرددين: "نحن الأفضل في العالم". بعد السباق، تبدأ علاقة رومانسية بين هايز وماكينا. يعرض توتو وولف على بيرس الانضمام إلى فريق مرسيدس، لكنه يرفض ويفضّل البقاء في "APXGP". يُهنئ بيرس هايز قبل أن يفترقا. يعتزل هايز الفورمولا 1 ويعود إلى حياته المتنقلة، حيث يشارك في سباق "باها 1000" لصالح فريق صغير دون مقابل.

## طاقم الممثلين

### الشخصيات الرئيسية
- براد بيت بدور سوني هايز، سائق سباقات متنقّل وسابق في الفورمولا 1 خلال تسعينيات القرن العشرين لصالح فريق لوتس، يُجنّد للانضمام إلى فريق APXGP بهدف إنقاذه.
- دامسون إدريس بدور جوشوا بيرس، سائق ناشئ موهوب ينضم إلى فريق APXGP ويصبح زميل سوني ومنافسه الرئيسي.
- كيري كوندون بدور كيت ماكينا، المديرة التقنية لفريق APXGP.
- خافيير بارديم بدور روبن سيرفانتس، مالك فريق APXGP، وصديق سوني وزميله السابق في فريق لوتس.
- توبايس مينزيس بدور بيتر بانينغ، عضو في مجلس إدارة فريق APXGP.
- كيم بودنيا بدور كاسبر سمولينسكي، المدير الرياضي لفريق APXGP.
- سارة نايلز بدور بيرناديت بيرس، والدة جوشوا.
- ويل ميرك بدور هيو نيكلبي، مهندس سباقات سوني في الفريق.
- جوزيف بالديراما بدور ريكو فازيو، مهندس سباقات جوشوا.
- عبدال ساليس بدور دودج داودا، كبير الميكانيكيين في الفريق.
- كالي كوك بدور جودي، مسؤولة تبديل الإطارات في فريق الصيانة.
- سامسون كايو بدور كاشمان، ابن عم جوشوا ومدير أعماله.
- سيمون كانز بدور دون كافنديش، معلق رياضي على سباقات الفورمولا 1.
- شيا ويغام بدور تشيب هارت، مالك فريق "تشيب هارت رايسينغ"، الذي يشارك معه سوني في سباق دايتونا.
- لين هاربر بدور مراسل صحفي.
- لوتشيانو باشيتا بدور لوكا كورتيس، السائق الاحتياطي لفريق APXGP، والذي يُكنّ العداء لجوشوا.

- سيمون آشلي ظهرت بدور شرفي محدود، حيث حُذفت معظم مشاهدها من النسخة النهائية، وذُكرت باسمها الحقيقي.

### ظهور شخصيات من عالم الفورمولا 1
صُوِّر الفيلم بالتزامن مع موسمي الفورمولا 1 لعامي 2023 و2024، ويعكس أحداث موسم 2023 تحديدًا، مع ظهور عدد كبير من السائقين والفنانين الحقيقيين من ضمنهم:

#### السائقون
- ألكسندر ألبون (تايلاند) – ويليامز
- فرناندو ألونسو (إسبانيا) – أستون مارتن
- أوليفر بيرمان (المملكة المتحدة) – فيراري وهاس
- فالتيري بوتاس (فنلندا) – ألفا روميو
- فرانكو كولابينتو (الأرجنتين) – ويليامز
- نيك دي فريس (هولندا) – ألفا توري
- جاك دوهان (أستراليا) – ألبين
- بيير غاسلي (فرنسا) – ألبين
- تشو غوانيو (الصين) – ألفا روميو
- لويس هاميلتون (المملكة المتحدة) – مرسيدس
- نيكو هولكنبرغ (ألمانيا) – هاس
- ليام لوسون (نيوزيلندا) – ألفا توري
- شارل لوكلير (موناكو) – فيراري
- كيفن ماغنوسن (الدنمارك) – هاس
- لاندو نوريس (المملكة المتحدة) – ماكلارين
- إستيبان أوكون (فرنسا) – ألبين
- سيرجيو بيريز (المكسيك) – ريد بول
- أوسكار بياستري (أستراليا) – ماكلارين
- دانيل ريكاردو (أستراليا) – ألفا توري
- جورج راسل (المملكة المتحدة) – مرسيدس
- كارلوس ساينز جونيور (إسبانيا) – فيراري
- لوجان سارجنت (الولايات المتحدة) – ويليامز
- لانس سترول (كندا) – أستون مارتن
- يوكي تسونودا (اليابان) – ألفا توري
- ماكس فيرستابن (هولندا) – ريد بول

#### طاقم الفورمولا 1
- ستيفانو دومينيكالي – الرئيس التنفيذي لشركة فورمولا 1
- زاك براون – المدير التنفيذي لفريق ماكلارين
- كريستيان هورنر – المدير التنفيذي لفريق ريد بول
- غونثر شتاينر – المدير الرياضي لفريق هاس
- لورنس سترول – مالك فريق أستون مارتن ووالد لانس
- فريديريك فاسور – مدير فريق فيراري
- جيمس فاولز – مدير فريق ويليامز
- توتو وولف – مدير ومالك جزئي لفريق مرسيدس

#### التعليق الصوتي والظهور الشرفي
- مارتن براندل وديفيد كروفت (من Sky Sports F1) قدّما التعليق الصوتي لمشاهد السباقات.
- لي ديفي تولّى التعليق على مشهد سباق "24 ساعة من دايتونا".

كما ظهر كل من السائق المحترف باتريك لونغ، والمعلّق الرياضي ويل باكستون، ومنسق الموسيقى الهولندي "تييستو" في مشاهد قصيرة.

## الإنتاج

### تطوير
في 3 ديسمبر 2021، اندلعت حرب مزايدة على حقوق إنتاج فيلم غير معنون آنذاك من بطولة براد بيت، يشارك فيه المنتج جيري بروكهيمر، والمخرج جوزيف كوزينسكي، وكاتب السيناريو إيرين كروغر، الذين سبق لهم التعاون في فيلم توب غان: مافريك (2022). ذكرت مصادر أن سائق الفورمولا 1 لويس هاميلتون منخرط أيضًا في المشروع. من بين الجهات التي دخلت في المنافسة على شراء حقوق الفيلم: باراماونت بيكتشرز، مترو-غولدوين-ماير، سوني بيكتشرز، يونيفرسال بيكتشرز، والت ديزني بيكتشرز، إلى جانب منصات البث مثل نتفليكس، آبل وأمازون. وقد تقاضى براد بيت مبلغ 30 مليون دولار لقاء مشاركته في الفيلم.
في نوفمبر 2022، أُعلن أن كلاوديو ميرندا سيتولى تصوير الفيلم سينمائيًا. في أبريل 2023، جرى اختيار الممثل دامسون إدريس بعد عملية اختيار طويلة شملت اختبار قيادة للسيارة في يناير من نفس العام، ثم انضم كيري كوندون وتوبايس مينزيس إلى طاقم التمثيل في الأشهر التالية، تلاهما سارة نايلز وسيمون آشلي. لكن في يونيو 2025، كشف كوزينسكي أن دور سيمون آشلي قد حُذف من النسخة النهائية للفيلم.
في 5 يوليو 2024، أُعلِن أن عنوان الفيلم هو فورمولا 1، وعُرض مقطع دعائي له قبل انطلاق جائزة بريطانيا الكبرى للفورمولا 1 لعام 2024. نال إيرين كروغر وحده الفضل الكامل في كتابة السيناريو، مع تقاسم فكرة القصة مع كوزينسكي. كما حصل كل من جيز بوترورث، كارا سميث، آرون سوركين، وكريستوفر ستورر على اعتمادات أدبية إضافية خلف الكواليس.
في مايو 2024، أفاد الصحفي ماثيو بيلوني من موقع "باك" أن ميزانية الفيلم بلغت 300 مليون دولار. لكن المنتج بروكهيمر والمخرج كوزينسكي اعترضا على هذا الرقم؛ حيث أشار بروكهيمر إلى أن الخصومات والحملات الدعائية خفّضت من التكاليف، فيما قال كوزينسكي: "لم أواجه في حياتي فرقًا بهذا الحجم في التقديرات، ولا أعلم من أين جاء هذا الرقم". في عام 2025، قبيل إصدار الفيلم في صالات السينما، أفادت بعض المصادر الصناعية أن الميزانية الفعلية هي 200 مليون دولار، رغم استمرار مصادر أخرى في تأكيد الرقم السابق البالغ 300 مليون دولار.

### تصوير

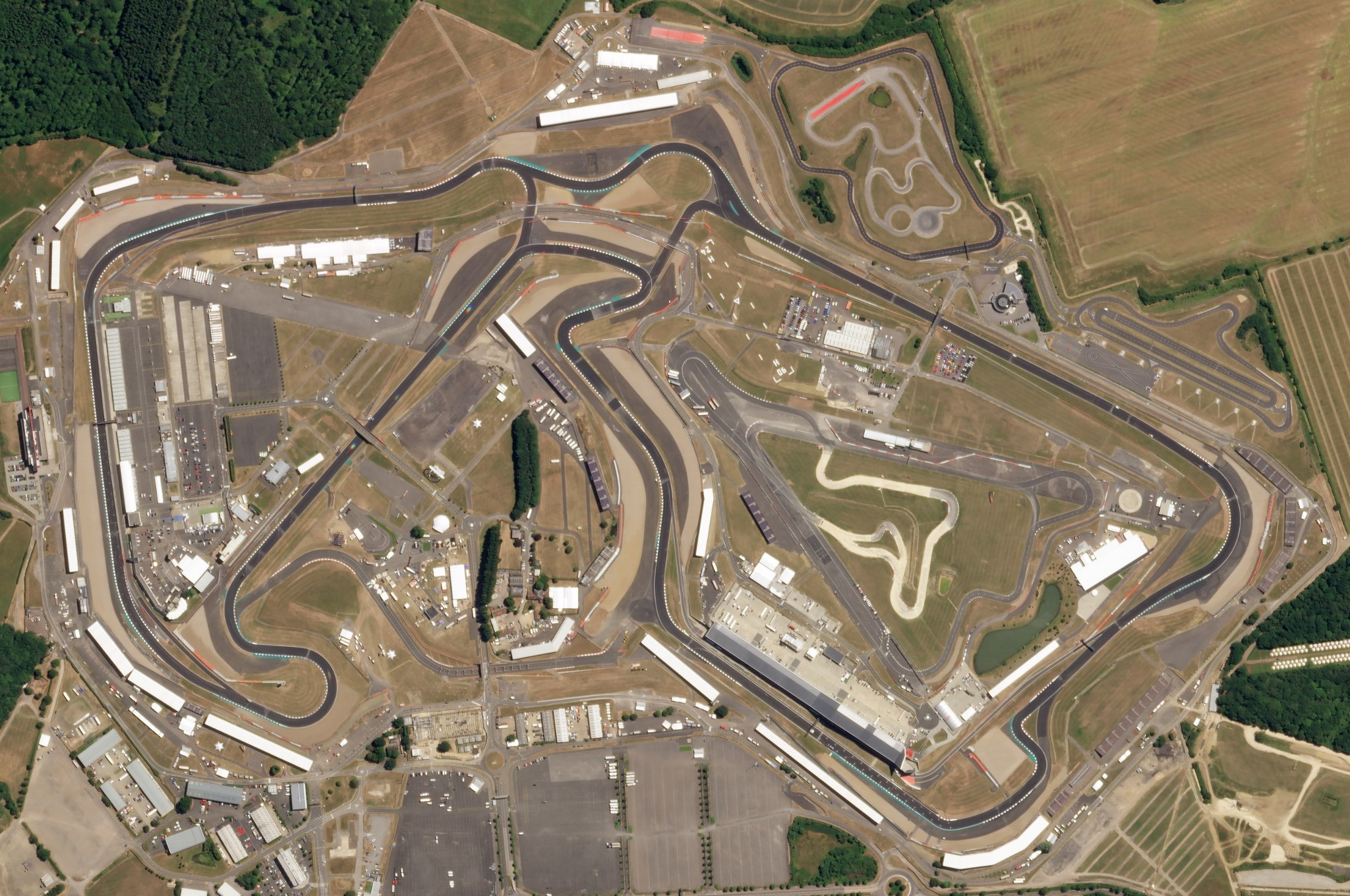
بدأ التصوير الرئيسي في حلبة سيلفرستون في يوليو 2023.

قبل بدء التصوير، قام كلٌّ من براد بيت ودامسون إدريس باختبار سيارات الفورمولا 3 والفورمولا 2 في حلبة بول ريكارد في فرنسا. في يوليو 2023، انطلقت التصويرات الرئيسية في حلبة سيلفرستون بالمملكة المتحدة، وشملت تصوير مشاهد خلال عطلة نهاية أسبوع جائزة بريطانيا الكبرى للفورمولا 1 لعام 2023 في يومي 8 و9 يوليو. قاد بيت سيارة معدلة من طراز "Dallara F2 2018"، أُزيل محركها واُستبدل بمحرك كهربائي، بالإضافة إلى حزمة انسيابية (أيروديناميكية) مستوحاة من الفورمولا 1. جرى التصوير خلال عطلة نهاية السباق، ولكن خارج الجلسات الرسمية للفورمولا 1. طُوّرت السيارة بالتعاون مع فريق مرسيدس للفورمولا 1 وفريق كارلين موتورسبورت.
صممت شركة آبل كاميرا مخصصة للسيارة تعتمد على تقنية الآيفون، وتعمل بواسطة رقاقة A-series الخاصة بالشركة. شهدت تقنية التصوير المستخدمة في اللقطات السريعة تطورًا كبيرًا منذ فيلم توب غان: مافريك، حيث أصبحت الكاميرات أصغر بحجم يُعادل ربع حجم كاميرات ذلك الفيلم، مما سمح بتثبيت ما يصل إلى أربع كاميرات على السيارة الواحدة دون تأثير ملحوظ على الوزن. كما صممت شركة "بانافيجن" جهاز تحكم عن بُعد خاص يسمح للكاميرات المثبتة على السيارة بإجراء حركات تتبع بانورامية أثناء التصوير.
شمل التصوير أيضًا عدة حلبات سباق عالمية، منها: هونغارورينغ، سبا فرانكورشومب، مونزا، زانفورت، سوزوكا، أوتودرومو هيرمانوس رودريغيز، لاس فيغاس، وياس مارينا، بالإضافة إلى براندز هاتش التي استخدمت كموقع بديل لتصوير مشاهد حلبة خيريز من داخل السيارة. خلال سباق 24 ساعة في دايتونا لعام 2024، شاركت سيارة "#120 بورش 911 GT3 R" من فريق رايت موتورسبورت بلون وتصميم فريق السباق الخيالي "Chip Hart Racing" من الفيلم، إلى جانب استخدام نسخ متعددة من هذه السيارة، وسيارة "#96 BMW M4 GT3" من فريق تورنر موتورسبورت أثناء التصوير. كما استُخدمت سيارة تصوير مخصصة من طراز "Lola B2K/10" مزودة بكاميرا للتصوير بسرعات عالية. صُوّرت مشاهد مقر فريق APXGP في مركز ماكلارين للتكنولوجيا، ووفّر فريق ويليامز نفق الرياح الخاص به لتصوير بعض المشاهد، بينما صُورت مشاهد محاكاة السباق في مقر مرسيدس في مدينة براكلي.
خلال حوار أجراه مع مارتن براندل، سائق الفورمولا 1 السابق والمحلل في قناة سكاي سبورتس 1، على هامش جائزة بريطانيا الكبرى لعام 2023، أكد بيت أن خافيير بارديم سيشارك في الفيلم. في وقت لاحق من ذلك الشهر، ذكرت إي إس بي إن أن عنوان الفيلم هو أبيكس، لكنها سحبت هذا التصريح لاحقًا.
بعد أسبوع من بدء التصوير في جائزة بريطانيا الكبرى، اندلعت إضرابات نقابة ساغ-أفترا، مما أدى إلى توقف الممثلين الرئيسيين عن العمل، واقتصر التصوير على طاقم مصغر من ممثلي نقابة "إكويتي" في السباقات بدءًا من جائزة المجر الكبرى. تطلّب الأمر تمديد فترة التصوير خلال موسم 2024 لتعويض الأيام الضائعة من جدول التصوير الأصلي.

### موسيقى
خلال جائزة النمسا الكبرى للفورمولا 1 لعام 2024، أعلن هانز زيمر أنه سيتولى تأليف موسيقى الفيلم، في ثاني تعاون له مع المخرج جوزيف كوزينسكي بعد توب غان: مافريك. كما تُعد هذه ثاني تجربة لزيمر مع الفورمولا 1 بعد فيلم اندفاع (2013) من إخراج رون هوارد. وقد شارك ستيف مازارو في التأليف، حيث عملا معًا على خلق هوية موسيقية تعكس الطبيعة الثنائية للفورمولا 1 بوصفها رياضة تجمع بين التاريخ العريق والتكنولوجيا المتقدمة، على حد وصف كوزينسكي.
ابتكر زيمر موسيقى "هجينة" تمزج بين الأوركسترا والموسيقى الإلكترونية، مُجسّدًا فكرة أن "الأوركسترا تمثل الإنسان الجالس داخل الآلة، بينما تُجسّد الإلكترونيات الآلة ذاتها". وساهمت النقاشات مع المنتج وبطل الفورمولا 1 لويس هاميلتون في تشكيل فهم زيمر لهذه العلاقة، مما أثّر في الطريقة التي كُتبت بها الموسيقى. أوضح زيمر أن الموسيقى الإلكترونية كانت ضرورية لنقل طابع عدم التوقّع الذي يميز السباقات، قائلًا: "كما في السباق، لا تعلم من سيفعل ماذا بعد. هناك دومًا عنصر المفاجأة، وهذا ضروري لفيلم من هذا النوع: أنت تؤلف من أجل المفاجأة".
شارك في الموسيقى عازف الغيتار تيم هينسون وأعضاء من فرقة زيمر الموسيقية، ويُعد هذا التعاون هو الثالث عشر بين زيمر والمنتج جيري بروكهايمر منذ أيام الرعد (1990). ترتكز موسيقى الفيلم على لحن متكرر خاص بشخصية بيت، "سوني هايز"، وصفه زيمر بأنه "لحن راعي البقر المسلح". حرص زيمر ومازارو على تنسيق تفاعل الموسيقى مع تصميم الصوت والمؤثرات البصرية للفيلم.
صدر الألبوم الموسيقي للفيلم تحت عنوان فورمولا 1: الألبوم بالتزامن مع عرضه في دور السينما بأمريكا الشمالية. صدرت الأغنية الرئيسية "Lose My Mind" من أداء دون توليفر ودوجا كات في 30 أبريل 2025، تلتها أغنية "Messy" للمغنية روزي في 8 مايو، و"Baja California" للمغني مايك تاورز في 23 مايو، و"Just Keep Watching" للمغنية تايت مكراي في 30 مايو، وأخيرًا "Drive" للمغني إد شيران في 20 يونيو. شملت الأغاني الترويجية الأخرى: "No Room for a Saint" من أداء دوم دولا ،"Bad as I Used to Be" لـ كريس ستابلتون ،"OMG!" من تييستو وسيكسي ريد ، و"Underdog" من رودي ريتش.

### ما بعد الإنتاج
كان ريان تودهوب مشرف المؤثرات البصرية في الفيلم، وقدّمت شركة فرايمستور خدمات ما بعد الإنتاج، بمساهمة من استُعيدوديوهاتها في مونتريال، لندن ومومباي. عاد تودهوب للتعاون مع المخرج جوزيف كوزينسكي، مستفيدًا من التقنيات التي استخدماها سابقًا في توب غان: مافريك، حيثأ تكسية الطائرات سابقًا، بينما في هذا الفيلم استُخدمت نفس التقنية لاستبدال سيارات الفورمولا 1 الحقيقية المصوَّرة خلال الجولات الرسمية بسيارات فريق APXGP الخيالية ذات اللونين الأسود والذهبي.

## الاستقبال

### شباك التذاكر
اعتبارًا من 19 أغسطس 2025، حقق فيلم فورمولا 1 إيرادات بلغت 183.1 مليون دولار في الولايات المتحدة وكندا، و409 مليون دولار في الأسواق الدولية، ليصل إجمالي إيراداته عالميًا إلى 592.1 مليون دولار. افتتح عالميًا بإيرادات بلغت 146.3 مليون دولار، مما يجعله أول نجاح في شباك التذاكر تستثمر فيه أستوديوهات آبل، وأول فيلم من إنتاجها يتصدر شباك التذاكر في أسبوعه الافتتاحي. تخطى الفيلم 200 مليون دولار في نهاية الأسبوع الثانية.
في الولايات المتحدة وكندا، صدر الفيلم بالتزامن مع فيلم ميغان 2.0، وكانت التوقعات تشير إلى تحقيقه ما بين 35 و60 مليون دولار في أول عطلة نهاية أسبوع، مع تقديرات متوسطة تقارب 40 مليون دولار. حقق الفيلم 10 ملايين دولار من العروض المسبقة، منها 7 ملايين دولار من عروض يوم الخميس فقط، ليصل إجمالي افتتاحه إلى 57 مليون دولار، متصدرًا شباك التذاكر المحلي. في عطلة نهاية الأسبوع الثانية من عرضه، حقق الفيلم إيرادات بلغت 26.1 مليون دولار، مسجّلًا انخفاضًا بنسبة 54%، ليحلّ في المركز الثاني خلف الوافد الجديد العالم الجوراسي: البعث وبذلك تجاوز فيلم نابليون (2023) ليُصبح أعلى أفلام استوديوهات آبل تحقيقًا للإيرادات. حقق الفيلم إيرادات بلغت 13.1 مليون دولار خلال عطلة نهاية الأسبوع الثالثة له، محتلاً المركز الثالث في شباك التذاكر خلف فيلمي سوبرمان والعالم الجوراسي: البعث.

### الاستجابة النقدية
على موقع تجميع المراجعات روتن توميتوز، حصل الفيلم على تقييم إيجابي نسبته 82% بناءً على 347 مراجعة نقدية، مع إجماع النقاد على أن: «جاذبية براد بيت الهادئة وتوجيه جوزيف كوسينسكي النشط يمنحان الفيلم طابعًا كلاسيكيًا أنيقًا يصل بخفة إلى خط النهاية.» أما موقع ميتاكريتيك، الذي يعتمد متوسطًا مرجّحًا، فقد منح الفيلم 68 من 100 استنادًا إلى 56 مراجعة، مشيرًا إلى «تقييمات إيجابية عمومًا». كما منحه جمهور سينماسكور درجة "A" على مقياس من A+ إلى F، بينما أعطى مستطلَعو بوست تراك الفيلم تقييمًا إيجابيًا بنسبة 92%، مع 78% منهم قالوا إنهم سيوصون به بالتأكيد.
رغم ذلك، لم تخلُ المراجعات من بعض النقد؛ حيث منح نيكولاس باربر من بي بي سي الفيلم نجمتين من أصل خمسة، وكتب: «قد يختلف عشّاق الفورمولا 1، وقد يسعدهم أن رياضتهم المحبوبة وصلت إلى الشاشة الكبيرة بهذا الشكل المُمجِّد. أما الآخرون، فربما لا يجدون فيه وجهتهم المفضّلة.» كذلك، وصفت مانوهلا دارغيس من نيويورك تايمز الفيلم بأنه «مجموعة مُنسّقة من المؤثرات البصرية الجذابة والكليشيهات السردية التي يمكن للمال شراؤها.»

### في وسائط الرياضة
في وسائل الإعلام المتخصصة برياضة المحركات، تلقى فيلم فورمولا 1 آراء متباينة. وصفه بن هنت من أوتوسبورت بأنه "جيد لغير المتابعين للفورمولا 1"، بينما قال مارك مان-براينز إنه "ليس جيدًا لأي مشاهد"، مشيدًا بجودة الإنتاج والموسيقى التصويرية، لكنه انتقد الحبكة واستخدام القوالب النمطية للشخصيات النسائية أما فريد سميث من "رود أند تراك" فعدّه "مسليًا، لكن عشاق السباقات الحقيقيين سيشعرون بالحرج". في حين رأى فيليب هورتون من "أوتو ويك" أن الفيلم "هراء ممتع بما يكفي للهروب المؤقت من الواقع".
كاتي فيرمان من "موتور سبورت" وصفته بأنه "غير واقعي بطريقة هزلية"، مضيفة: "بالنظر إلى مستوى الوصول الذي حظي به الفيلم داخل الفورمولا 1 نفسها، بدا الأمر أشبه بفريق [APXGP] قبل ظهور سوني هايز: بلا جدوى". كما جاءت تقييمات متباينة من صحفيي "ذا رايس"، مع إشادة بمشاهد السباق وانتقادات لتصوير النساء في الرياضة وسير الأحداث. من جهته، وصف جيسون بارلو من "توب جير" الفيلم بأنه "عمل جماهيري مبهج يُشعرك بالرضا"، في حين رأى كريس ميدلاند من "رايسر" أن لقطات السباق كانت "رائعة"، لكنه انتقد تطور الشخصيات، ولا سيما شخصية كيت ماكينا، مشيرًا إلى أنه "بالنسبة للبعض، قد يكون من الصعب الاندماج في عالم [APXGP] عندما يعرفون الكثير عن العالم الحقيقي الذي صُوّر فيه، رغم روعته".
يُذكر أن بطل العالم أربع مرات ماكس فيرستابين تغيب عن العرض الخاص للفيلم المخصص للسائقين وكذلك عن العرض الأول في نيويورك، بينما دعا كارلوس ساينز جونيور "عشاق الفورمولا 1 المتشددين" إلى أن "يتحلوا بعقلية منفتحة تجاه أفلام هوليوود".

## أعمال مستقبلية
عقب النجاح المبكر للفيلم في شباك التذاكر، أفادت مجلة فارايتي بأن نقاشات جارية حول إنتاج جزء ثانٍ، في حين أشارت صحيفة فاينانشال تايمز إلى إمكانية تحويل الفيلم إلى سلسلة سينمائية.

## الجرائم السيبرانية
تزامن إصدار الفيلم مع ارتفاع ملحوظ في الجرائم الإلكترونية، إذ استغل المحتالون شعبيته في إنشاء مواقع بث مباشر وهمية وعروض مزيفة لدمى ترويجية مرتبطة بحملة احتيالية باسم تعاون بين ماكدونالدز وآبل. وتهدف هذه الأنشطة إلى خداع المستخدمين لدفعهم إلى مشاركة معلوماتهم الشخصية والمالية. وقد أكدت شركة الأمن السيبراني كاسبرسكي أن هذه الأساليب الاحتيالية كانت واسعة الانتشار.

## وصلات خارجية
- فورمولا 1 على موقع IMDb (الإنجليزية)
- فورمولا 1 على موقع ميتاكريتيك (الإنجليزية)
- فورمولا 1 على موقع روتن توميتوز (الإنجليزية)
- فورمولا 1 على موقع ألو سيني (الفرنسية)
- فورمولا 1 على موقع فيلمافينيتي (الإسبانية)
- فورمولا 1 على موقع قاعدة بيانات الأفلام السويدية (السويدية)
- فورمولا 1 على موقع قاعدة بيانات الفيلم (الإنجليزية)
- فورمولا 1 على موقع ليتربوكسد (الإنجليزية)
- فورمولا 1 على موقع كينوبويسك (الروسية)